# Institution of Structural Engineers
A Institution of Structural Engineers congrega os engenheiros estruturais do Reino Unido.